# Новица (Ивано-Франковская область)
Нови́ца (укр. Новиця) — село в Калушском районе Ивано-Франковской области Украины. Административный центр Новицкой сельской общины.
Население по переписи 2001 года составляло 3733 человека. Занимает площадь 18,55 км². Почтовый индекс — 77360. Телефонный код — 03472.

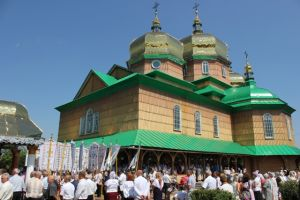
Церковь Преображения Господня в Новице — самый большой деревянный храм в Галиции